# Прокоио ди Чери (Рим)
Прокоио ди Чери је насеље у Италији у округу Рим, региону Лацио.
Према процени из 2011. у насељу је живело 45 становника. Насеље се налази на надморској висини од 70 м.